# ماركاديه - بواسونيار (مترو باريس)
ماركاديه - بواسونيار (بالفرنسية: Marcadet – Poissonniers)‏ هي محطة مترو تابعة لمترو باريس تقع في فرنسا في الدائرة الثامنة عشرة في باريس.[بحاجة لمصدر]
في هذه المحطة وحين يلتقي بولفارد باربيس مع بولفار أوردينير يلتقي أيضاً المترو رقم 4 والمترو رقم 12 ولكن الممر الواصل بين الخطين طويل ومن الأفضل أخذ الطريق بدون النفق.
هذا المترو يخدِّم حي كوت دور وجزء من حي البلدية في الدائرة الثامنة عشرة في باريس.